# Helene Goldbaum
Helene Goldbaum, verheiratete Helene Goldbaum-Plohn, es könnte sich auch um ein Pseudonym für Helene Plohr (geb. Helen Goldstein) handeln, (* 7. Juni 1883 in Trautenau, Böhmen; † nach 1939) war eine österreichische Schriftstellerin, Übersetzerin und Vertreterin der Individualpsychologie.

## Leben
Helene Goldbaum wuchs in der böhmischen Stadt Trautenau, heute Trutnov/Tschechien, auf. Trautenau gehörte damals zu Österreich-Ungarn und hatte eine überwiegend deutschsprachige Bevölkerung. Ihre Eltern waren jüdischer Abstammung. Ihr Ehemann hieß Plohn.
Sie übersetzte das Buch Moralische Erziehung des französischen Pädagogen Jules Gabriel Compayré, das 1910 publiziert wurde. 1911 wurde ihr erstes Werk Das Buch der Mutter veröffentlicht. Goldbaum befasste sich schon früh mit Jugendfürsorge, Jugendschutz und Kinderarbeit, wie ihre Publikationen Zwei Veranstaltungen im Interesse des Kinderschutzes von 1912 und der Tätigkeitsbericht der reichsdeutschen Zentrale für Jugendfürsorge von 1916 bezeugen. In Wien lernte sie die Individualpsychologie Alfred Adlers kennen. Zur Zeit der Wiener Schulreform, in den 1920er Jahren, war sie für die Vereinigung der arbeitenden Frauen als Lehrerin für Kinderpsychologie und Kinderbeschäftigung tätig und bildete Erzieherinnen aus. Von 1937 bis zu dessen Zwangsschließung im Jahre 1939 war sie Mitarbeiterin im Klub der Freunde der Individualpsychologie. Die letzte Meldung über Helene Goldbaum lautete 1939 „unbekannt verzogen“, was damals auf eine Deportation aus Wien schließen ließ. Es gibt Hinweise, dass Helene Goldbaum um 1939 in die jüdische Flüchtlingskolonie nach Shanghai emigrierte und 1947 wieder nach Europa (Schweiz oder Österreich?) kam. Nach dem Zweiten Weltkrieg erschienen neue Bücher von ihr.

## Werk
Helene Goldbaum-Plohn schrieb zahlreiche Bücher für Kinder, Eltern und Lehrer. Mit einer Serie von aufklärerischen Werken versuchte sie, den Erziehern die Welt des Kindes mit seinen Möglichkeiten und Entwicklungsschritten und das Gefühl für dessen spezielle Situation näherzubringen. Ein Anliegen, das ganz im Sinne der Individualpsychologie lag. Sie schuf viele Spiel- und Bastelbücher, die die Erzieher zur sinnvollen Beschäftigung und zur sozialen und kognitiven Förderung der Kinder anleiten sollten. Nach dem Zweiten Weltkrieg erschienen ihre Bücher auch in der bekannten Perlen-Reihe, einer Ratgeberausgabe für angewandte Lebenshilfe des Wiener Verlegers Adalbert Pechan.

### Primärliteratur von Helene Goldbaum, Helene Goldbaum-Plohn, Helene Plohn
- PÄDAGOGISCHE MONOGRAPHIEN, Bd. 8: Compayré, G. Moralische Erziehung. Übersetzung von Helene Goldbaum, Nemnich, Leipzig 1910
- Das Buch der Mutter. Berlin 1911
- Die Fortbildung der Erzieherin (9. Jg., Nr. 91, November 1911) in Mitteilungen der Vereinigung der arbeitenden Frauen", Wien
- Zwei Veranstaltungen im Interesse des Kinderschutzes 1912, in Der Bund: Zentralblatt des Bundes österreichischer Frauenvereine
- Kinderarbeit, Der Bund 1913
- Tätigkeitsbericht der reichsdeutschen Zentrale für Jugendfürsorge, Der Bund 1916
- Wie beschäftige ich mein Kind? II. Kartonarbeiten. Hachmeister & Thal, Leipzig 1916
- Wie beschäftige ich mein Kind? III. Allerlei aus Zündholzschachteln. Lehrmeister-Bücherei, Hachmeister & Thal, Leipzig 1921
- Wie beschäftige ich mein Kind? Was sollen unsere Kleinen schenken. Hachmeister und Thal, Leipzig 1921
- Kinderbeschäftigung. Ein Leitfaden für Eltern, Lehrer und Erzieher.Österreichischer Schulbücherverlag, Wien 1923.
- Für freie Stunden. Österreichischer Bundesverlag, Wien 1924
- Wer spielt mit! Eine Auswahl der beliebtesten Gesellschafts- und Bewegungsspiele. Wien 1927.
- Kindergarten Einst und Jetzt. Festschrift Vereinigung der Arbeitenden Frauen, Wien 1927
- Allerlei Wollarbeiten. Anleitung für die Verarbeitung von Wollresten, Freizeitbücher für die Jugend, Band XVI. Haupt Verlag, Bern 1930
- Frohe Stunden. Allerlei Spiele und Rätsel für Kinder, Schwarz-Verlag, Wien 1932.
- Spielbuch für Kinder, Lebendiges Wissen, Frankfurt 1954
- Bastelarbeiten und Spiele für Kinder im Jahresablauf, Philler Verlag 1956.
- Dienen und helfen. N.F. H. 13. Vom Sinnesleben deines Kindes, Antonius-Verlag, Solothurn/Schweiz  1957
- Dienen und helfen. N.F. H. 17. Dein Kind und seine Sprache, Antonius-Verlag 1958
- Dienen und helfen, N.F. H. 19. Gefühle und soziales Verhalten im Kindesalter, Antonius-Verlag, 1959
- Mutti, bitte eine Geschichte, Pechan Verlag 1959
- Muttertag. Reime, Gedichte, Kinderszenen, Bastelarbeiten, Briefe, Sentenzen, o. O. u. Vlg. (ca. 1960)
- Spiel und Beschäftigung in der Kinderstube, Pechan Verlag 1961
- Wer spielt mit? Pechan Verlag, 1962
- Dienen und helfen. N.F. H. 21. Das Gedächtnis des Kleinkindes, Antonius-Verlag, 1962
- Rohrarbeiten und Korbflechten, Philler Verlag 1962
- Dienen und helfen. N.F. H. 25. Die Phantasie des Kleinkindes, Antonius-Verlag 1963
- Dienen und helfen. N.F. H. 27. Kritzeln, zeichnen, malen im Kindesalter, Antonius-Verlag 1964
- Ratgeber für Kinderspiele, Humboldt-Taschenbuchverlag, München 1971, ISBN 3-581-66047-4

### Sekundärliteratur
- Edith Schwab, Beiträge zur Geschichte des Kinder- und Jugendschrifttums in Österreich, 1949, S. 363, Wien.
- Bernhard Handlbauer, Die Entstehungsgeschichte der Individualpsychologie Alfred Adlers, Geyer-Edition, Wien-Salzburg, 1984, ISBN 3-85090-108-4
- Susanne Blumesberger, Michael Doppelhofer, Gabriele Mauthe: Handbuch österreichischer Autorinnen und Autoren jüdischer Herkunft 18. bis 20. Jahrhundert. Band 1: A–I. Hrsg. von der Österreichischen Nationalbibliothek. Saur, München 2002, ISBN 3-598-11545-8.
- Rudolf M. Wlaschek, Biographia Judaica Bohemiae. Forschungsstelle Ostmitteleuropa, Dortmund 1995 u. 1997
- Rudolf M. Wlaschek, Jüdisches Leben in Trautenau/Nordostböhmen. Ein historischer Rückblick, ISBN 3-923293-35-6